# Arapeí
Arapeí é um município no leste do estado de São Paulo, na microrregião de Bananal. A população em 2019 era de 2.469 habitantes e a área é de 156,903 km², o que resulta numa densidade demográfica de 15,89 hab/km².

## História

### Formação territorial-administrativa
Histórico da formação do município:
- Distrito de paz criado com o nome de Alambari, no município de Bananal, pela Lei nº 169 de 15/05/1891.
- Distrito de paz extinto pela Lei nº 112, de 01/10/1892.
- Distrito novamente criado com a denominação de Arapeí, no município de Bananal, pela Lei nº 14.334, de 30/11/1944.
- Município criado pela Lei 7.664, de 30/12/1991.

## Geografia
Seus municípios limítrofes são Resende e Barra Mansa (ambos no Rio de Janeiro) a norte, Bananal a sudeste e São José do Barreiro a oeste.

### Hidrografia
- Rio Mambucaba
- Rio Bracuí

### Rodovias
- SP-68

## Demografia

### População
| Crescimento populacional                             | Crescimento populacional | Crescimento populacional | Crescimento populacional |
| Ano                                                  | População Total          |                          | %±                       |
| ---------------------------------------------------- | ------------------------ | ------------------------ | ------------------------ |
| 2000                                                 | 2 618                    |                          | —                        |
| 2010                                                 | 2 493                    |                          | −4,8%                    |
| 2022                                                 | 2 330                    |                          | −6,5%                    |
| Est. 2024                                            | 2 355                    | [ 6 ]                    | 1,1%                     |
| Fontes: Censos Demográficos IBGE e Estimativas SEADE |                          |                          |                          |

### Dados demográficos
Dados do Censo - 2010
População total: 2.492
- Urbana: 1.899
- Rural: 719
- Homens: 1.305
- Mulheres: 1.313

Densidade demográfica (hab./km²): 17,08
Mortalidade infantil até 1 ano (por mil): 28,54
Expectativa de vida (anos): 65,57
Taxa de fecundidade (filhos por mulher): 3,49
Taxa de alfabetização: 85,53%
Índice de Desenvolvimento Humano (IDH-M): 0,716
- IDH-M Renda: 0,628
- IDH-M Longevidade: 0,676
- IDH-M Educação: 0,845

(Fonte: IPEADATA)

## Infraestrutura

### Comunicações
O sistema de telefones automáticos, assim como o sistema de discagem direta à distância (DDD) com o código de área (0125), foram implantados pela Telecomunicações de São Paulo (TELESP).
Na década de 90 o código DDD da cidade foi alterado para (012), para padronização do sistema telefônico com a telefonia celular que estava sendo implantada em todo o estado.

## Religião
O Cristianismo se faz presente na cidade da seguinte forma:

### Igreja Católica
- A igreja faz parte da Diocese de Lorena.[14]

### Igrejas Evangélicas
Entre as igrejas protestantes históricas, pentecostais e neopentecostais, encontram-se na cidade:
- Assembleia de Deus Ministério do Belém.[17][18]
- Congregação Cristã no Brasil.[19]